# Nguyễn Hữu Việt
Nguyễn Hữu Việt (* 1. Oktober 1988 in Hải Phòng; † 25. März 2022 in Hanoi) war ein vietnamesischer Schwimmer.

## Leben
Nguyễn Hữu Việt gewann bereits im Alter von 14 Jahren Bronze bei den Südostasienspielen 2003 Bronze über 100 m Brust und nahm bei den Olympischen Sommerspielen 2004 in Athen teil. Dort belegte er im Wettkampf über 100 m Brust den 52. Platz.
2005, 2007 sowie 2009 siegte er jeweils über diese Distanz bei den Südostasienspielen. Bei den Olympischen Sommerspielen 2008 belegte er den 58. Platz über 100 m Brust.
Nachdem Nguyễn Hữu Việt bei den Südostasienspielen 2011 keine Medaillen gewinnen konnte und seine Asthma-bronchiale-Erkrankung ihn einschränkte, beendete er im Alter von nur 23 Jahren seine Karriere.
Nach seiner Karriere studierte er in Ho-Chi-Minh-Stadt.
Am 24. März 2022 starb Nguyễn Hữu Việt im Alter von 33 Jahren, als er am Morgen ein Bad nahm und einen Asthmaanfall erlitt.